# Murray Gell-Mann
Murray Gell-Mann, ameriški fizik, * 15. september, 1929, New York, New York, ZDA; † 24. maj, 2019, Santa Fe de Nuevo México.

## Življenje in delo
Gell-Mann je leta 1969 prejel Nobelovo nagrado za fiziko za svoje delo o teoriji fizike osnovnih delcev. Vpeljal je pojem osemkratne poti, ki bi skladno uredila veliko število delcev, ki so jih eksperimentalno odkrili do tedaj. Osemkratna pot je uvedla jasno povezavo med razvrstitvijo kvarkov in abstraktno algebro.
Napisal je priljubljeno znanstveno knjigo Kvark in jaguar, Dogodivščine v preprostem in zapletenem (The Quark and the Jaguar, Adventures in the Simple and the Complex).
Leta 1959 je kot prvi fizik prejel Heinemanovo nagrado za matematično fiziko Ameriškega fizikalnega društva.
Njegov doktorant je bil med drugim Hartle leta 1964 na Caltechu.